# Mountainboarding

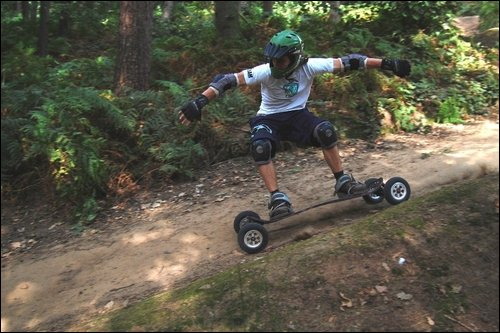
Mountainboarder

Mountainboarding je poměrně mladý sport, který se řadí mezi boardové sporty. K provozování tohoto sportu se používá mountainboard – prkno na kolečkách podobné snowboardu a skateboardu. Mountainboard vymysleli nadšenci v Coloradu v USA v devadesátých letech. Nebavilo je jezdit pouze v zimě na snowboardu a hledali možnou variantu pro zbytek roku, kdy na sjezdovkách neleží sníh. Proto přišlo na svět prkno s nafukovacími kolečky – mountainboard. K jízdě na mountainboardu jsou vhodné hlavně zatravněné sjezdovky, lesní a polní cesty, které jsou z kopce nebo i asfaltové cesty. Mountainboard je schopný zvládnout opravdu jakýkoliv terén. Mountainboard se mimo mountainboardingu a jízdě z kopce, používá také pro provozování landkitingu.
Mountainboarding je hodně podobný snowboardingu, je to vlastně jeho letní varianta. Mountainboarding se dělí na několik disciplín:
- Slalom – jízda z kopce mezi brankami na čas
- Freeride – volná jízda z kopce s využitím přírodních překážek
- Freestyle – různé rotační a rovné skoky na postavených rampách buď z hlíny nebo ze dřeva.
- Slopestyle – různé skoky a triky na za sebou postavených překážkách z kopce.
- Boardercross – jízda z kopce v různých klopenkách a muldách.

Mountainboarding se řadí mezi mladé adrenalinové sporty a již teď si našel hodně příznivců, hlavně ze snowboardové komunity.

## Mountainboarding v Česku
Mountainboarding funguje v ČR již přes 10 let. České hory a nejenom hory jsou ideální pro provozování tohoto sportu. Díky absenci sněhu si mountainboarding hledá čím dál více příznivců i v ČR. Velkou zásluhu o rozvoj tohoto sportu má asociace Českého mountainboardingu ATBA-CZ. Asociace sdružuje jezdce z celých Čech, pořádá exhibice, soustředění, závody a kurzy pro začátečníky. V ČR také vznikají mountainboard centra. Centra jsou postavená přímo pro provozování mountainboardingu. Vznikají zde bezpečné tratě a překážky pro jízdu na mountainboardu. Jedno z nejnavštěvovanějších mountainboard center v ČR se nachází na Vysočině kousek od Havlíčkova Brodu u obce Horní Krupá. Silly Hill, jak se centrum jmenuje, bylo vůbec první centrum pro provozování tohoto sportu v ČR a vzniklo právě díky ATBA-CZ.